# フォンタン手術

三尖弁閉鎖症に対するフォンタン手術。上記の図はフォンタン原法である。

フォンタン手術（フォンタンしゅじゅつ、英: Fontan procedure）とは、単心室症を含む複雑心奇形に対する機能的修復術である。体循環からの静脈血を直接肺動脈に流す（即ち、解剖学的右室をバイパスする ＝ フォンタン循環）ように血流を転換する手術である。本術式は1971年にフォンタンとクロイツェルにより三尖弁閉鎖症に対する外科治療としてそれぞれ独立に報告された
。
本項では、上大静脈からの静脈血を肺動脈に流すグレン手術（英: Glenn procedure）についても併せて記載する。グレン手術は、フォンタン手術を行う前段階の手術として行われることが多い。

## 手術適応

### 対象疾患
現在ではフォンタン手術は、以下の原因による単心室・機能的単心室に対する機能的修復術として行われている。
- 三尖弁閉鎖症や肺動脈弁閉鎖症（英語版）などの先天性弁膜疾患
- 左心低形成症候群や右心低形成症候群（英語版）などによる心臓のポンプ能異常
- その他、二心室修復が不可能もしくは困難な複雑心奇形

単心室症の循環では、肺循環・体循環に血液を送り出すことが出来る、有効に機能する心室が一つしか無い。その循環動態は肺循環への血流と体循環への血流の、両者の微妙なバランスの上に成り立っている。肺循環が不十分な場合はチアノーゼの原因となり、体循環が過剰な場合は心不全の原因となるが、逆に肺への血流が過剰になると体循環の血流量が不足しショックを来す。加えて、単心室は肺と全身臓器の両方に血流を拍出しなければならないために、その分過剰な仕事量が課せられることになる。結果として体重増加不良につながり、また風邪などの軽症疾患に罹患するだけで心代償不全を起こしやすくなる。
後述するように出生直後にグレン手術・フォンタン手術を行うことは出来ないため、この段階を乗り切るために、利尿薬などの内服治療が使用される。外科治療としては、BTシャント術、肺動脈絞扼術、ノーウッド手術などの姑息手術が循環動態に応じて施行される。
患児が成長して肺動脈圧も十分下がった段階で、グレン手術・フォンタン手術が検討されることになる。実施時期は生後3ヶ月～半年にグレン手術、1歳～2歳にフォンタン手術を行うことが多いが、施設によっても方針が異なる。

### フォンタン循環成立の条件
フォンタン手術後の血行動態（フォンタン循環）が成立するために重要な条件は、肺血管抵抗と心臓のコンプライアンスである。
フォンタン術後では、肺への血流は心拍出によらず静脈圧だけで流れなければならない。したがって肺血管抵抗が高い（肺高血圧）状態ではフォンタン循環が成立しないため、フォンタン手術を行うことが出来ない。通常は何度か心臓カテーテル検査を行って肺血管抵抗を測定し、患児がフォンタン循環に耐えうるかを慎重に検討する。出生直後にフォンタン手術を行うことが出来ないのもこのためである。新生児は生理的肺高血圧の状態にあるため肺血管抵抗が高く、下がるには数ヶ月単位の期間を要する。
同様に、肺動脈自体の径（太さ）も重要な条件である。肺動脈径の指標としては、左右肺動脈の断面積の和を体表面積で除したPA-index（PAI）が用いられる。
また、肺の血流は拡張期に心臓に戻るため、心臓の拡張期コンプライアンスが良いことも必要な条件である。

## 術式の分類
フォンタン手術の術式には、フォンタンらにより報告された原法も含めて以下の術式がある。
- 心房・肺動脈連結法（Atriopulmonary connection, APC法)
フォンタン原法、右房血を肺動脈へ（1970年～1980年代後半）
- 大静脈・肺動脈連結法（Total cavopulmonary connection, TCPC法）
  - 側方トンネル法（Lateral tunnel TCPC: TCPC-LT法）
SVC-肺動脈吻合＋IVC-心房側壁を介して肺循環へ（1988年～）
  - 心外導管法（Extracardiac TCPC: TCPC-EC法）
SVC-肺動脈吻合＋IVC-人工血管を介して肺循環へ（1990年～）
手術時間が比較的短い、術後心機能が良い、術後に不整脈の発生が少ないなどの利点がある。

フォンタン原法の右心房から肺動脈に接続していた理由は平たく言うと「フォンタンの勘違い」によるもので、当初彼は「三尖弁閉鎖の患者は通常の人より右心房の筋肉が発達しており、その収縮でなら右心室なしでも肺循環を支えられる。」と考えていたが、実際には肺循環の原動力は左心室の拍出力によるものであることが後に松田暉の実験によって証明され、さらに1978年に日本の川島康生が単心室に血管の奇形でほぼ全部の静脈血が流れる上大静脈を持つ患者の肺動脈に上大静脈をそのまま接続する手術（total cavopulmonary shunt（TCPS）手術・川島手術（Kawashima operation））を行い、循環に問題がなかったことから右心室だけではなく、右心房並びにその弁がなくても体全体の血液を肺に戻せることが分かったため、このように改良されていった。

## 治療方針
最終的にフォンタン循環に到達するまで、通常は以下の二段階の手術に分けて行われる（段階的フォンタン手術）。

### グレン手術
第一段階の手術は、グレン手術またはヘミフォンタン手術（Hemi-Fontan procedure）と呼ばれる。まず肺動脈に対する血液供給を担う血管（BTシャントやノーウッド手術後のシャント、動脈管など）が遮断される。次いで、上半身からの静脈血が流れる上大静脈（SVC）を右房から離断し、肺動脈に縦切開を加えて端側吻合する。
（上大静脈の血液は重力で下降して流れ落ちるので、心室拍動なしでも肺動脈に流れ込み滞留はほとんど起きない。）
この時点で、上述の肺循環と体循環の微妙なバランスから開放され、単心室に課せられる過剰な仕事量が軽減されるため、多くの場合順調な成長・体重増加が得られるようになり、体力・抵抗力もついてくる。しかし、下半身からの血流が帰ってくる下大静脈（IVC）は右房に繋がったままであり、肺に直接灌流しないため、チアノーゼは依然として残っている。従って多くの場合第二段階の手術、即ちフォンタン手術が検討されることになる。
なお、グレン手術はもともと三尖弁閉鎖症に対する姑息術として報告され、原法では上大静脈を右肺動脈に吻合する術式であったが、現在では左右両肺動脈に流れるように繋ぐ術式が一般的であるため、両方向性グレン手術（Bidirectional Glenn procedure, BDG）とも呼ばれる。
こちらの目的で使用する場合はBTシャント術とも競合するが、こちらの方が静脈血を肺に流すので酸素交換の効率が良く（BTシャントは動脈血を肺に送っている）、心室の負荷が増えないというメリットがあるが、逆に単心室の心室に中隔を作る手術のため心室を鍛えて大きくする必要がある場合などは前述の負荷がかかるBTシャントと使い分けられていた。

### フォンタン手術
グレン手術後、カテーテル検査で肺動脈圧が十分下がっているのを確認した上で、第二段階としてフォンタン手術（Fontan procedure，または Fontan completion とも呼ばれる）が行われる。フォンタン手術では更に下大静脈からの血流も肺に灌流するように血流が転換される。TCPC-EC法では、下大静脈を人工血管（素材はゴアテックスなど）による導管を介して肺動脈に吻合する（解剖学的に可能な患児に対しては人工血管を使わず肺動脈と下大静脈を直接吻合する術式もある）。この手術を経ると、上・下半身からの全ての脱酸素化血は右室を通らず（心臓による拍出を受けずに）、静脈圧だけで直接肺に流れるようになる。そのため、グレン手術・フォンタン手術を「右心バイパス術」とも称する。
ただし、全ての患児がフォンタン手術まで到達出来る訳ではない。肺動脈径や肺血管抵抗、心機能などの問題でフォンタン手術の適応にならない患児は、チアノーゼを抱えたままで過ごしていくことになる。
フォンタン手術を行った後は肺循環と体循環が直列に接続し、動脈血と静脈血の混合が起きないためにチアノーゼが解消される。また単心室は体循環に対してのみ血液を拍出するようになり、心臓の負荷が軽減される。

## 合併症・予後
フォンタン手術後は肺循環には駆出心室が存在しない非生理的血行動態になるので、長期的には種々の合併症が起こり得る。一般的な心臓外科手術における合併症以外に、フォンタン手術において特に留意すべき合併症として、不整脈、血栓、心室機能障害、蛋白漏出性胃腸症、肝機能障害などが報告されている。
周術期の合併症としては胸水貯留がある。このために胸腔ドレナージが必要となり入院が長期にわたることも少なくない。このリスクに対処する方法として、静脈灌流が心房に流れるようなフェネストレーション（Fenestration）と呼ばれる穴を開けておく術式もある。静脈圧が高くなった時は、静脈血の一部がフェネストレーションを通じて心房に流れ、圧を逃がす役割を果たすようになる。しかしこの方法は結果として低酸素症を来すため、フェネストレーションは最終的にはカテーテル治療により閉鎖する必要がある。
遠隔期の合併症には心房粗動や心房細動などの不整脈があり、カテーテルアブレーションによる治療を要することがある。これらは特に心外導管のかわりに心内トンネル（Baffle）を作成する術式の場合に、心房が損傷することによって起こり得る。また凝固系に異常をきたし、抗凝固療法が必要になることもある。その他、蛋白漏出性胃腸症、慢性腎不全等も遠隔期合併症として挙げられるが、これらのリスクについては未だ不明な点も多い。
また、体静脈側副血行路（高圧の体静脈から起始して機能的左房もしくは肺静脈へ交通する側副血行路）が発生し、右̶左短絡を生じてさまざまな程度のチアノーゼが起きることがあり、原因ははっきりしないものの遺残静脈の位置にあることから静脈圧の上昇で機能的に閉鎖していた静脈が開いたと考える研究者が多い。
フォンタン手術は解剖学的根治術ではなく、あくまで機能的修復術であるが、多くの場合は正常もしくは正常に近い程度の成長・発達、運動耐容能、QOLが得られる。 20-30%程度の症例で、最終的に心移植が必要であるとの見解もある（2004年，Behrman）が、近年のフォンタン手術の手術成績は極めて良好になってきており、例えば2008年の角秀秋の報告によると、術後10年で94％の生存率，84％の術後合併症非発生率である。